# Observatorio Washburn

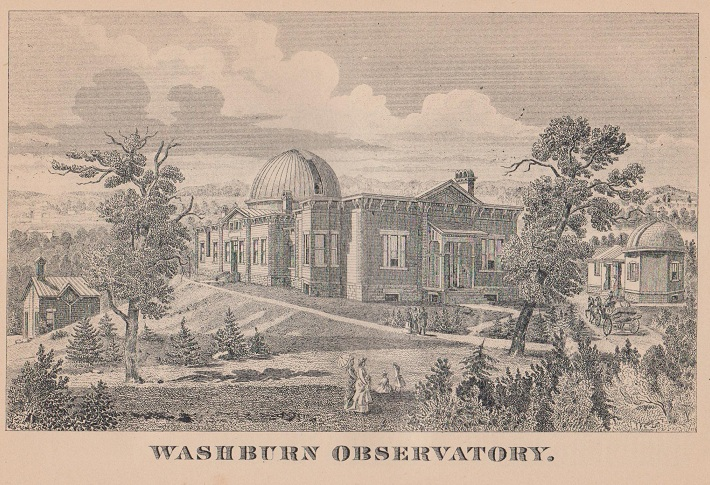
Antigua ilustración del Observatorio Washburn, procedente de la edición de 1885 del Wisconsin Blue Book.

El Observatorio Washburn (nombre original en inglés: Washburn Observatory) se encuentra en el número 1401 de Observatory Drive, en el campus de la Universidad de Wisconsin-Madison. Terminado en 1881, fue un importante centro de investigación por cerca de 50 años. Hoy en día, es la sede del Colegio de Letras y del Programa de Honores de Ciencias de la Universidad, mientras que el telescopio sigue siendo utilizado por los estudiantes en cursos introductorios de astronomía y por el público en general durante las jornadas de puertas abiertas y visitas.

## Historia
El nombre del observatorio es un homenaje a un antiguo Gobernador de Wisconsin, Cadwallader C. Washburn. En 1876, el Legislativo de Wisconsin aprobó un "Acta para proveer permanentemente de ingresos a un fondo universitario", al que se agregó una provisión que asignó una suma de 3000 dólares anuales durante tres años para el establecimiento de los estudios de astronomía y del observatorio correspondiente. Este dinero no provenía de recursos estatales, sino que se iba a recaudar con el impuesto sobre la propiedad.
El 18 de septiembre de 1877, John Bascom, el presidente de la Universidad, anunció que por el mandato de Washburn se financiaría un observatorio con un telescopio que iba a ser más grande que el refractor de 15 pulgadas de Harvard. Washburn, junto con la Junta de Regentes, eligió el emplazamiento del observatorio, segregado de la ciudad de Madison con el campus universitario actuando como separación. El lugar estaba a unos 100 pies de elevación sobre el lago Mendota, en el lado norte del campus, y en aquella época, estaba rodeado por un viñedo y un huerto.
La construcción del observatorio se inició en mayo de 1878, y se adjudicó un contrato a Alvan Clark para construir el telescopio. Se decidió que el refractor tendría un diámetro de 15,6 pulgadas, lo que lo convertiría en el tercero más grande de los Estados Unidos. James Craig Watson fue nombrado el primer director del observatorio, supervisando la terminación del edificio original, y también consiguiendo la financiación para construir un observatorio para los estudiantes, así como un observatorio solar. Watson murió repentinamente en 1880, sin poder ver el observatorio terminado.
Los instrumentos del observatorio solar, conocidos por ser utilizados en la búsqueda del hipotético planeta Vulcano, fueron retirados en 1882.
El observatorio fue intensamente utilizado hasta que se inauguró el nuevo Observatorio de Pine Bluff en 1958. Hoy en día el Observatorio de Washburn es la sede del Colegio de Letras y del Programa de Honores de Ciencias de la Universidad de Wisconsin-Madison. El telescopio, gestionado por el Departamento de Astronomía de la Universidad de Madison, sigue siendo utilizado para visitas públicas y eventos educativos.

## Imágenes
|  |  |